# Jaroslav Kepka
Jaroslav Kepka (Prága, 1935. augusztus 14. – 2019. április 24.) cseh színész, szinkronszínész.

## Életútja
A prágai művészeti akadémia elvégzése után a pilseni színház tagja lett. 1960 és 2004 között a prágai Vinohrady Színház művésze volt. 1961 és 2009 között számos cseh tv-filmben szerepelt, több alkalommal mesebeli karaktereket játszott. Szinkronizálási munkásságát 2003-ban František Filipovský-díjjal jutalmazták.

## Díjai
- František Filipovský-díj (2003)

## Fontosabb filmjei
- Éjjeli vendég (Noční host) (1961)
- Malý Bobeš ve městě (1962)
- Kto si bez viny (1964)
- Ki ölte meg Jessyt? (Kdo chce zabít Jessii?) (1966)
- A legtitkosabb ügynök – W4C (Konec agenta W4C prostřednictvím psa pana Foustky) (1967)
- Zeman őrnagy (30 případů majora Zemana) (1980, tv-sorozat, egy epizódban)
- Történetek a régi Prágából (Povídky malostranské) (1984, tv-sorozat, egy epizódban)
- Rumburak (1985)
- Slavné historky zbojnické (1986. tv-sorozat)
- Konec básníků v Čechách (1993)
- Arabela visszatér (Arabela se vrací aneb Rumburak králem Říše pohádek) (1993, tv-sorozat, egy epizódban)
- Versengés a kastélyban (Nesmrtelná teta) (1993)
- Állatklinika a város szélén (O zvířatech a lidech) (1994, tv-sorozat, egy epizódban)
- Rumplcimprcampr (1997, tv-film)
- Mach, Šebestová a kouzelné sluchátko (2001)